# 撒拉溪镇
撒拉溪镇，是中华人民共和国贵州省毕节市七星关区下辖的一个乡镇级行政单位。

## 行政区划
撒拉溪镇下辖以下地区：
撒拉村、戈座村、小龙村、雄嘎村、水浸沟村、双龙村、兴隆村、永兴村、水营村、西方村、沙乐村、朝营村、冲锋村、杨柳村、永丰村、钟山村、龙场村、昌营村和龙凤村。